# Biała Giewoncka Baszta

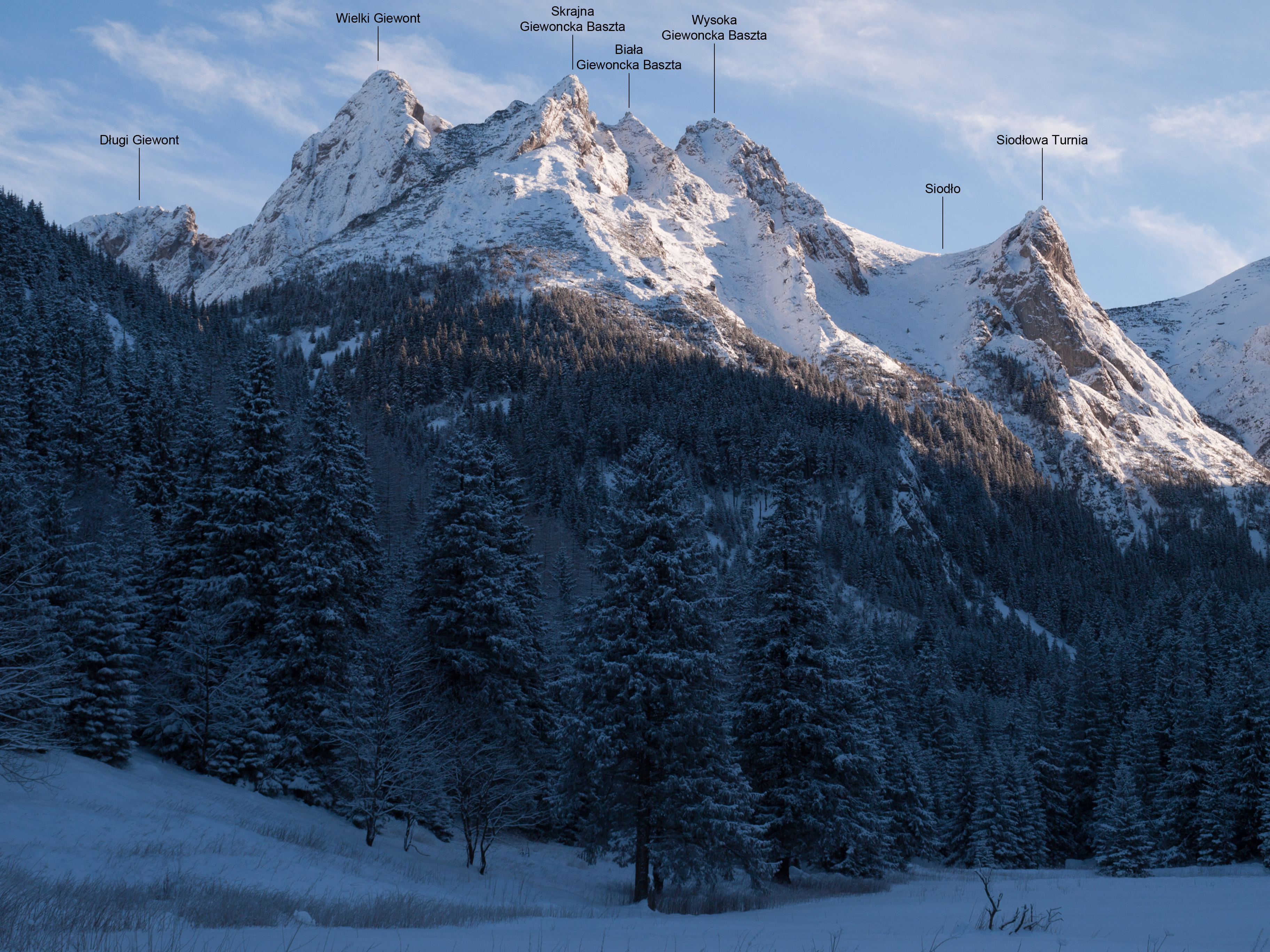
Widok z Doliny Małej Łąki

Biała Giewoncka Baszta – jedna z turni w Małym Giewoncie w Tatrach Zachodnich. Jak cały masyw Małego Giewontu zbudowana jest ze skał osadowych – wapieni i dolomitów. Znajduje się pomiędzy Przełęczą nad Dziurą a Giewonckim Przechodem. Północno-wschodnie ściany opadają do Żlebu Kirkora, południowo-zachodnie do Doliny Małej Łąki; od tej strony obejmują je dwa ramiona Żlebu z Progiem podchodzące pod przełączki po obydwu stronach turni.
Wejście na Białą Giewoncką Basztę z przełączek po obydwu jej stronach jest łatwe (w taternickim rozumieniu). Taternicy bywali tutaj jednak bardzo rzadko, obecnie zaś jest to obszar zamknięty dla turystów i taterników. Południowo-zachodnim podnóżem Białej Giewonckiej Baszty prowadzi czerwono znakowany szlak turystyczny z Przełęczy w Grzybowcu na Wyżnią Kondracką Przełęcz. Przecina on obydwa ramiona Żlebu z Progiem.

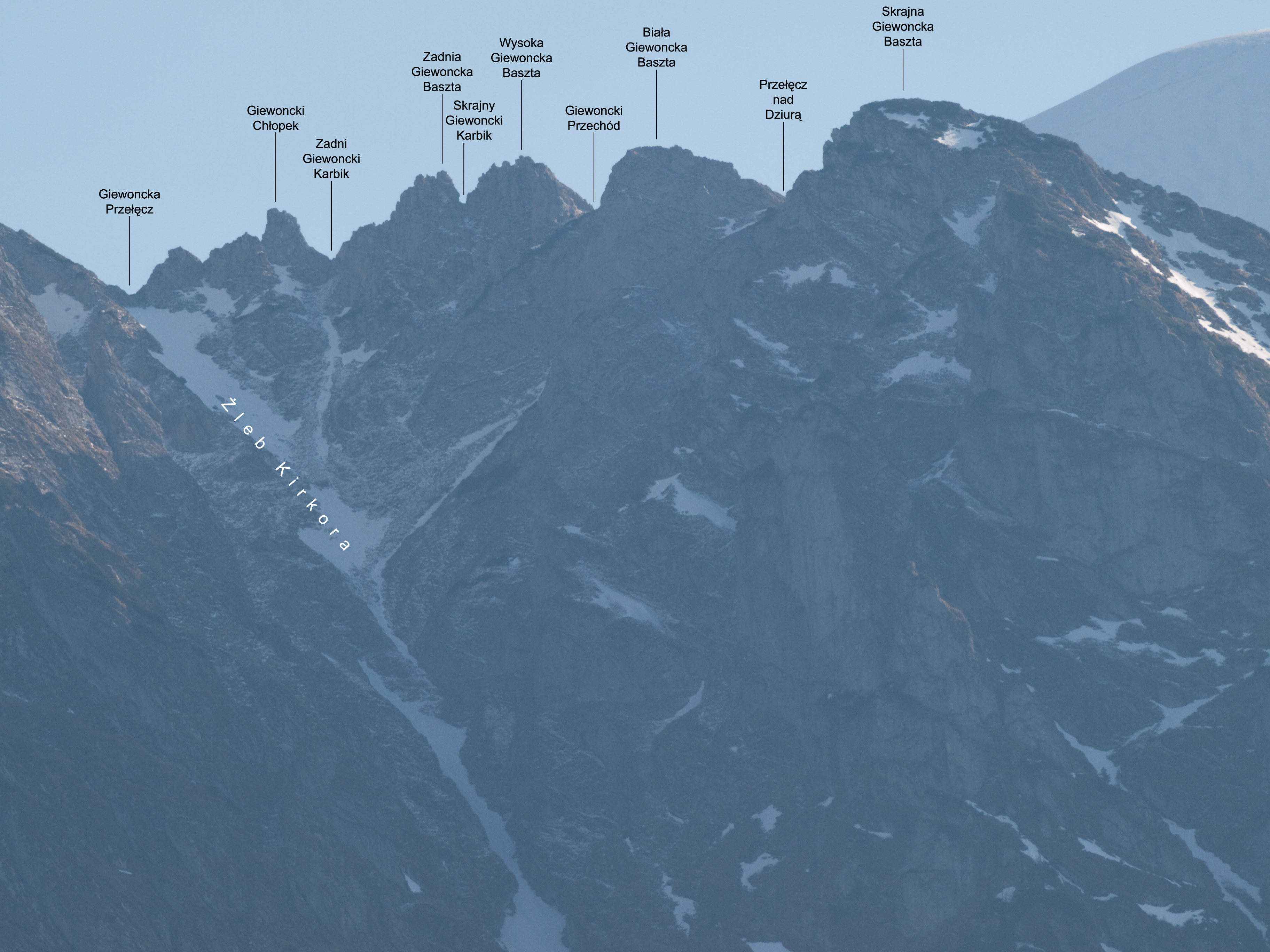
Widok na Mały Giewont od północnej strony